# アンヌ・チェン
アンヌ・チェンまたはアンヌ・チャン（Anne Cheng, 1955年7月11日 - ）は、フランスの中国学者・中国思想史学者。フランス中国学の代表的人物。

## 経歴
1955年、華人の両親のもとフランス・パリに生まれる。父親は学者で作家のフランソワ・チェン。
エコール・ノルマル・シュペリウールを卒業後、ケンブリッジ大学のリサーチフェローや、CNRS、INALCO、リヨン第3大学、パリ第7大学の講師・研究員を経て、1997年にINALCOの教授に就任。2008年、コレージュ・ド・フランスの教授に選出。
主著に、『論語』フランス語訳（Entretiens de Confucius）、『中国思想史』（Histoire de la pensée chinoise）など。専門は後漢の何休など。

## 著作

### 日本語訳
- Histoire de la pensée chinoise, Éditions du Seuil, 1997
  - 日本語訳 : アンヌ・チャン 著、志野好伸；中島隆博；廣瀬玲子 訳『中国思想史』知泉書館、2010年。ISBN 978-4862850850。

## 栄誉
1998年フランス文学院よりスタニスラス・ジュリアン賞を受賞。2017年、レジオンドヌール勲章オフィシエ受章。